# Claudio Marangoni
Claudio Marangoni (Rosario, 11 novembre 1954) è un ex calciatore argentino.

## Carriera

### Club
Debuttò tra i professionisti nel Chacarita Juniors nel 1974 restandovi sino al 1976. In seguito passa per tre anni al San Lorenzo.
Nel 1979 tenta un'esperienza nella Premier League inglese giocando per una stagione nel Sunderland, prima di fare ritorno in patria, al Club Atlético Huracán.
Nel 1982 si trasferisce all'Independiente dove rimane per sei anni, nei quali vince il Campionato nazionale Metropolitano 1983 e l'anno seguente centra l'accoppiata Coppa Libertadores-Coppa Intercontinentale.
Chiude la carriera con la maglia del Boca Juniors dopo due stagioni in cui vinse Supercopa Sudamericana e Recopa Sudamericana.

### Nazionale
Ha giocato nove partite con la nazionale argentina partecipando alla Copa América 1983.

## Palmarès

### Competizioni nazionali
- Campionato argentino: 1

Independiente: Metropolitano 1983

### Competizioni internazionali
- Coppa Libertadores: 1

Independiente: 1984
- Coppa Intercontinentale: 1

Independiente: 1984
- Supercopa Sudamericana: 1

Boca Juniors: 1989
- Recopa Sudamericana : 1

Boca Juniors: 1990